# قمعية عابرة
القمعية العابرة هو نوع من النباتات المزهرة في عائلة حملية المستوطنة في المغرب .  تم تصنيفها مؤخرًا أيضًا على أنها مرادف لـ ديجتال سوبالينا .  للنبات ازهار صفراء مع شعر حافه الوردى وعلي حلقها ، طول البتله( الكورولا) 11 إلى 13 ملم. 

## التصنيف العلمي
تم العثور وجمع عينات من القمعية العابره بالقرب من جبال الاطلس وعلي حوالي 2000 متر على ارتفاع بالقرب من Aït Mesan في جبال الأطلس بواسطة يوهانس جوستوس راين وكارل فريتش أثناء رحلتهم إلى المغرب في أوائل سبعينيات القرن التاسع عشر وقد تم التعرف عليها بشكل خاطئ على أنها <i id="mwIw">D. أتلانتيكا</i> ، وباستخدام هذا التعريف الخاطئ ، في عام 1878 ثم قام عالم النبات الأيرلندي جون بول بترادف D. atlantica إلى D. lutea عن طريق الخطأ.  
لم يتم التعرف علي هذا النوع حتي عام 1940 حيث وصفه عالم النبات الفرنسي رينيه مير بأنه نوع جديد ،  ولكن منذ ذلك الحين كان له تاريخ تصنيفي مشوش ومضطرب.  Karol Marhold في عام 2011 في Euro + Med Plantbase ، على سبيل المثال ، لا يتعرف حتى على الأنواع ، لكنه يتضمن نوعين مختلفين من الأصناف يسمى D. D. transiens . 

## الوصف
استنادًا إلى وصف Ball لعام 1878 ، يتم تمييزه عن Digitalis lutea ومن خلال وجود ازهار أصغر واوفر الا ان الاوراق الي حد كبي تشبهه. 